# Bodenstein (Leinefelde-Worbis)
Bodenstein ist ein Weiler der Stadt Leinefelde-Worbis im Landkreis Eichsfeld in Thüringen.

## Geographie
Die Ansiedlung liegt am westlichen Rand des Ohmgebirgesplateaus etwa 1,5 Kilometer nordwestlich von Kirchohmfeld und einen Kilometer nordöstlich von Wintzingerode. Die Ortslage erstreckt sich dabei an der südwestlichen Schichtstufe des Bornberges zwischen oberen und mittleren Muschelkalk. Der westliche Rand der Ohmgebirgshochläche ist durch mehrere kleine Täter in zahlreiche Bergkuppen gegliedert, auf einer befindet sich die Burg Bodenstein. In der Ortslage befindet sich eine Quelle, die Bornbergsquelle. Der Stollen der Quelle reicht dabei 74 Meter in den Bornberg hinein. Einzige Zufahrtsstraße zum Ort  ist die Kreisstraße K201 am Abzweig von der Landesstraße 1012 in Kirchohmfeld.

## Geschichte
Der Name Bodenstein wird 1089 erstmals im Zusammenhang mit einem Johann von Bodenstein, einem alten Adelsgeschlecht, welches vermutlich die Burg Bodenstein erbaut hat und dort als Burgherren eingesetzt waren. Nach 1337 kamen die Burg und der Burgbezirk schrittweise an das Adelsgeschlecht von Wintzingerode. Im Umfeld der Burg siedelten dann sicher Bedienstete und Handwerker.
Ab dem 19. Jahrhundert war Bodenstein ein selbstständiger Gutsbezirk, bis er im 20. Jahrhundert Teil der Gemeinde Wintzingerode wurde und heute zur Stadt Leinefelde-Worbis gehört.

## Mühlhäuser Burg
Auf einem weiteren Bergsporn südwestlich von Bodenstein unmittelbar südlich der Burg Bodenstein befand sich eine weitere Burganlage. Es handelt sich dabei vermutlich um eine Vorstufe einer hochmittelalterlichen Herrenburg. Die Innenmaße auf dem schmalen Bergsporn betragen etwa 10 Meter in der Breite und 50 Meter in der Länge. Ein Abschnittswall mit vorgelagerten Graben trennt das Burgareal vom Ohmgebirgsplateau. Nach allen anderen Seiten fällt die Bergkuppe mit einem steilen Berghang ins Tal hinab. Der Begriff Mühlhäuser Burg bezieht sich dabei auf die Zeit des Bauernkrieges, als die Anlage eventuell als Lager des Mühlhäuser Haufens zur Belagerung der Burg Bodenstein genutzt wurde oder einer anderen kriegerischen Auseinandersetzung. Errichtet wurde die Anlage aber zu einem früheren Zeitpunkt. Archäologische Befunde gibt es nur sehr wenige, so dass eine genaue Alters- und Nutzungsbestimmung schwierig ist. In welcher Beziehung sie zu der nahen Burg Bodenstein stand oder ob sie deren Vorgängerburg war, ist nicht feststellbar.

## Sonstiges
In der Ortslage befindet sich neben der Burg Bodenstein mit seiner Familienerholungs- und Begegnungsstätte unter anderem eine Einrichtung des DRK-Bildungswerkes Thüringen und ein Gasthof mit Übernachtungsmöglichkeiten. Zahlreiche Wanderwege führen in die abwechslungsreiche Landschaft des westlichen Ohmgebirges.